# ライオネル・オブ・アントワープ

クラレンス公ライオネルの紋章

ライオネル・オブ・アントワープ（Lionel of Antwerp, 1338年11月29日 - 1368年10月17日）は、イングランドの王族。イングランド王エドワード3世と王妃フィリッパ・オブ・エノーの息子で、成人に達した2番目の王子。エドワード黒太子の弟、ランカスター公ジョン・オブ・ゴーント、ヨーク公エドマンド・オブ・ラングリー、グロスター公トマス・オブ・ウッドストックの兄。1362年にクラレンス公に叙された。アントワープ（アントウェルペン）で生まれたため、この名で呼ばれる。
ヨーク朝を創始したエドワード4世はライオネルの弟エドマンドの男系の曾孫であるが、ライオネルの子孫でもあることをもって、ライオネルの弟ジョンの男系子孫であるランカスター家に勝る王位継承権を主張して対抗した。

## 経歴
1338年、両親が百年戦争における対フランスの前線にしていた滞在地・フランドルのアントウェルペンで誕生した。両親は以後もフランドルに留まり、2年後の1340年に弟のジョンがゴーント（ヘント）で生まれている。
1352年、アルスター伯ウィリアム・ドン・ド・バラの娘エリザベス・ド・バラ（1332年 - 1363年、第4代アルスター女伯）と結婚し、一女フィリッパ（1355年 - 1382年）をもうけた。フィリッパは第3代マーチ伯エドマンド・モーティマーと結婚し、彼女が産んだ孫ロジャー・モーティマーは子のなかったリチャード2世の王位継承者に指名された。曾孫アンはリチャード・オブ・コニスバラと結婚、第3代ヨーク公リチャード・プランタジネット（エドワード4世の父）の母となった。
1359年に父がフランス遠征に出向くと、兄の黒太子や弟達と共に従軍したが成果が上がらず、翌1360年にブレティニー条約が締結され英仏両国は和睦した。妻エリザベスに仕えていたジェフリー・チョーサーも従軍しており、ライオネルと同行したことや1360年に一時捕虜になったり、解放されライオネル夫妻に再度仕えたことが記録されている。
エリザベスと死別後、ミラノの僭主ガレアッツォ2世・ヴィスコンティの娘ヴィオランテ（1353年頃 - 1386年）と1368年に再婚したが、同年に父に先立って死去。ヴィオランテとの間に子は無かった。ヴィオランテはライオネルの死後の1377年にモンフェッラート侯オットーネ3世（1378年死去）と再婚、さらに1381年にローディ領主ルドヴィコ・ヴィスコンティ（1358年 - 1381年）と再々婚した。